# Bathycopea oculata
Bathycopea oculata is een pissebed uit de familie Ancinidae. De wetenschappelijke naam van de soort is voor het eerst geldig gepubliceerd in 2008 door Shimomura.